# Cagnano Varano
Cagnano Varano är en ort och kommun i provinsen Foggia i regionen Apulien i Italien. Kommunen hade 7 194 invånare (2017).